# Macrohastina azela
Macrohastina azela là một loài bướm đêm trong họ Geometridae.